# Maurens (Alta Garona)
Maurens és un municipi del departament francès de l'Alta Garona, a la regió d'Occitània.